# گوآریکو
گوآریکو (به اسپانیایی: Guárico) یکی از ایالت‌های ونزوئلا است که مرکز آن شهر سن خوان د لاس موروس می‌باشد. گوآریکو ۷۴۷٬۷۳۹ نفر جمعیت دارد.